# 假曇花
假昙花是仙人掌科仙人指属的一个种，原产巴西南部。